# Life Below Zero
Life Below Zero  è un docu-reality che illustra le attività quotidiane e stagionali di alcuni cacciatori di sussistenza in aree remote dell'Alaska. Prodotto da BBC Worldwide il programma è in onda dal 2013 su National Geographic Channel, dal 2017 al 2019 su Alpha e dal 2020 su DMAX.

## Trama
Il programma segue le persone che vivono nelle aree remote dell'Alaska, cercando di sopravvivere nelle condizioni sotto zero, dimostrando le loro lotte quotidiane mentre cercano di sopravvivere usando le risorse che hanno. Moltissimi episodi delle stagioni 2, 3, 4, 5 e 6 sono stati tradotti e adattati da  Change the Word.

## Personaggi principali
• Sue Aikens - È una donna di 54 anni e unica residente nel campo del fiume Kavik nell'Alaska settentrionale. Il campo si trova direttamente adiacente al fiume Kavik a 197 miglia a nord del Circolo Artico. Il suo motto è "Se fa male, non pensarci".
• Chip e Agnes Hailstone - Vivono con i loro sette figli sul fiume Kobuk a Noorvik, a 19 miglia a nord del Circolo Artico. Chip ha vissuto a Kalispell (Montana), prima di trasferirsi in Alaska. Agnes è una Alaskan nativa, una Inupiaq nata a Noorvik ed è l'unico membro del cast che ha trascorso tutta la sua vita in Alaska, così come il più lungo. Ha legami familiari con la sua terra che si estendono a migliaia di anni e conoscenza che è passata da generazione a generazione. Anche se Agnes è la componente degli Hailstones su cui più si concentrano le riprese, tutta la sua famiglia compare sullo schermo con lei.
• Glenn Villeneuve - Trasferito da Burlington (Vermont) all'Alaska nel 1999. Vive da solo a Chandalar a 200 miglia a nord di Fairbanks in Alaska e 65 miglia a nord del Circolo Artico.
• Jessie Holmes - Vive a Nenana, in Alaska. È un pescatore, cacciatore e musher che vive da solo con i suoi 55 cani da slitta.
• Andy Bassich - Vive sul fiume Yukon vicino ad Aquila (Alaska) con i suoi 37 cani da slitta. È venuto in Alaska dopo essersi trasferito da Washington DC con la moglie Kate Bassich. Andy e Kate divorziarono nel 2016.
• Erik Salitan - È un uomo di 29 anni che vive con sua moglie Martha, 67 miglia a nord del Circolo Artico di Wiseman, in Alaska.